# Ramon Sala i Fugurull
Ramon Sala i Fugurull (la Torre d'Oristà, corregiment de Vic, 1823 - Vic, província de Barcelona, 1899) fou Vicari general del bisbat de Vic (1881) i rector del Seminari (1879) i canonge penitencier de la catedral de Vic (1870).
Es formà al Seminari de la seva ciutat natal, i després de rebre ordes sagrats a Roma (1845), retornà a Vic per entrar de professors de retòrica i poètica al Seminari. Obtingué aquesta càtedra en 1846, per renúncia de Jacint Díaz. Cinc anys després, ja havia deixat la càtedra de retòrica per explicar-ne una de filosofia i en 1855 n'obtingué una de teo9logia dogmàtica. Aquell mateix 1846 obtingué el presbiterat a Montpeller, el batxillerat per la Universitat de Barcelona en filosofia i teologia, i la regència de segona classe per a impartir retòrica i poètica (UB). Un any després, la mateixa universitat li concedí una segona regència de segona classe, aquesta en religió i moral. En 1852 obtingué la llicenciatura en teologia per la Universitat de Saragossa. Pocs mesos després (ja en 1853) el bisbe Castanyer el va nomenar director de l'església del Carme de Vic. En 1859 deixà les ocupacions a Vic i es dirigí a Igualada per fer-se càrrec de la parròquia d'aquella ciutat.
En 1968 retornà a Vic, després d'haver renunciat a la parròquia d'Igualada, per ser nomenat vicerector del Seminari i catedràtic de moral. Amb aquest càrrec dirigí el Seminari del Remei, dedicat als últims cursos de moral. L'any següent (1869), i després de ser nomenat examinador sinodal, fundà el setmanari religiós “El Domingo”, dirigit conjuntament amb Lluís Suaña, Andreu Duran i Antonio Anglada; el setmanari s'edità fins a 1875. Amb la lliçó Confessio sacramentalis omnim et singlorum peccatorum mortalium, quae post Baptismum commissa sunt, divinae insitutionis est et necessària ad salutem llegida el 13/6/1879 guanyà les oposicions a la penitenciaria de la catedral de Vic davant Antoni Cortès, Esteve Serra, Lluís Suaña, Bartomeu Salés i Andreu Duran. En 1879, a més de la canongia penitencial, Sala va ser nomenat rector de Seminari per defunció d'Agustí Alier. Dirigint aquesta institució hi va estar durant sis anys, després dels quals presentà la dimissió.
Entretant hi havia estat nomenat censor (1871) del periòdic La Veu del Montserrat. En aquesta publicació vigatana hi col·laborà molt activament a partir de 1885, substituint el canonge Collell en la direcció (1890). És autor d'un Exercici per lo mes de maig, o prácticas de devoció per honrar á Maria Santíssima (Llucià Anglada, Vic, 1856), del Mes de Maria (Anglada, Vic, 1890) que acompanya el segon volum dels “Sermons” de Benet Vilamitjana. A més dels nombrosos articles, sovint sense signar o bé amb la inicial “F”, que publicà a La Veu del Montserrat”, Sala és autor d'un manual sobre història sagrada, segons indica Marià Puigllat en la Relación de los empleades en el seminario Conciliar de la Ciudad y Diocesis de Vich, de sus nombramientos, meritós, Servicios y circunstancias por orden de antiguidad.
| «                                         | En lo fonamental reconeixíem nosaltres en el Doctor Sala la creença absoluta en els dos graus principis de l'escola verdaderament tradicionalista qu'entre nosaltres havia casi personificat en Balmes, en les dues veritats eternes: la Religió y la Moraquia. Però és clar que es tractava de la Monarquia pura, de l'única racional y lògica: no de les ficcions que debem a l'escola lliberal y que ha fet de la Monarquia el rey que regna y no goberna | » |
| — “La Veu del Montserrat”, 23/6/1899, 203 | |   |